# Harald Wolf
Harald Wolf, né le 25 août 1956 à Offenbach-sur-le-Main, est un homme politique allemand membre de Die Linke.
Ancien membre des Verts, il est élu, en tant qu'indépendant, député régional à la Chambre des députés de Berlin en 1991, après avoir brièvement siégé à l'assemblée du quartier de Berlin-Kreuzberg. Il prend quatre ans plus tard la présidence du groupe du Parti du socialisme démocratique (PDS), auquel il finira par adhérer. En 2002, il est nommé bourgmestre et sénateur pour l'Économie de Berlin dans la coalition rouge-rouge de Klaus Wowereit, un poste où il se voit reconduit en 2006. Il quitte le gouvernement en 2011 avec la formation d'une grande coalition.

## Éléments personnels

### Formation et carrière
Il passe son Abitur en 1975 à Hanau, puis entre à l'université de la Ruhr à Bochum afin d'y suivre des études supérieures de philosophie et de sciences sociales. Il abandonne au bout de deux ans pour suivre des études supérieures de sciences politiques à l'université libre de Berlin, dont il ressort diplômé en 1981.
Il commence aussitôt à travailler comme dactylo au sein de diverses entreprises berlinoises, puis quitte Berlin-Ouest pour Hambourg, où il obtient un poste d'assistant scientifique à l'Institut de recherches sociales en 1983. Il renonce à cet emploi quatre ans plus tard, et devient finalement journaliste indépendant en 1988.

### Vie privée
Divorcé, il vit avec sa nouvelle compagne, Claudia Falk, à Berlin-Friedrichshain, et parle couramment anglais et espagnol. Son frère, Udo Wolf, préside depuis 2009 le groupe Die Linke à la Abgeordnetenhaus de Berlin.

## Parcours politique

### Carrière militante
En 1986, il adhère à la Liste alternative pour la démocratie et la protection de l'environnement, dite « Liste alternative » (AL). Celle-ci constituait  la fédération des Verts à Berlin-Ouest, intègre l'année suivante le comité directeur fédéral des Verts, qu'il quitte en 1988 pour devenir membre de celui de l'AL pendant deux ans.
Il finit par quitter le parti en septembre 1990, et reste indépendant jusqu'en mars 1999, lorsqu'il décide de rejoindre le Parti du socialisme démocratique (PDS). Lorsque celui-ci se transforme en Die Linke au mois de juin 2007, il en reste membre.

### Dans les assemblées
Après avoir brièvement siégé, au cours de l'année 1988, à l'assemblée du quartier de Berlin-Kreuzberg, il est élu en 1991 député à la Abgeordnetenhaus de Berlin, désormais réunifiée. Il siège au sein du groupe du PDS, dont il prend la présidence en 1995 sans être toutefois membre du parti. Il démissionne de son mandat en août 2002.

### Sénateur pour l'Économie de Berlin
Le 29 août 2002, Harald Wolf est choisi pour succéder à Gregor Gysi comme bourgmestre et sénateur pour l'Économie, le Travail et les Femmes de Berlin, dans la coalition rouge-rouge du social-démocrate Klaus Wowereit, dont il devient ainsi l'adjoint.
La coalition ayant remporté les élections de 2006, il est confirmé dans ses fonctions le 23 novembre suivant, mais perd ses compétences sur le travail au profit de celles sur la technologie. À la formation du sénat Wowereit IV, le 24 novembre 2011, il quitte ses fonctions.